# Ginglymostoma unami
Ginglymostoma unami — акула з роду Акула-нянька родини Акули-няньки. Інша назва «тихоокеанська акула-нянька».

## Опис
Загальна довжина досягає 3 м. Голова широка, дещо сплощена, становить 14,5-18 % загальної довжини (вона більша ніж в атлантичної акули-няньки). Очі помірного розміру, розташовані у верхній частині голови. На нижній щелепі є 2 довгих вусики. П'ять зябрових щілин знаходяться досить близько одна від одної. Тулуб кремезний. Шкіряна луска велика, широка, з 5-6 кілями. Має 2 спинними плавцями округлої форми, з яких передній більше за задній. Відстань від заднього спинного плавця до хвостового плавця та від черевних до анального плавців менша ніж у атлантичної акули-няньки. Анальний плавець більше заднього спинного плавця, має округлий кінчик. Його основа тягнеться до основи хвостового плавця. Хвостовий плавець гетероцеркальний.
Забарвлення однотонне: жовтувато-коричневе до темно-жовто-коричневого кольору. Черево білувате з рожевим відтінком. У молодих особин по всьому тілу розкидані невеличкі темні плями.

## Спосіб життя
Тримається зазвичай у самого берега, на незначній глибині. Воліє до скелястих ділянок дна і коралових рифів, піщаного і кам'янистого ґрунтів. Здатні утворювати групи. Доволі повільна і малоактивна акула. Полює на здобич уночі. Живиться восьминогами, крабами, креветками, морськими їжаками, а також дрібною рибою.
Це яйцеживородна акула. Стосовно процесу парування і розмноження натепер замало відомостей.

## Розповсюдження
Мешкає у східній частині Тихого океану: від Каліфорнійського півострова до узбережжя Коста-Рики.